# Hunter Carson

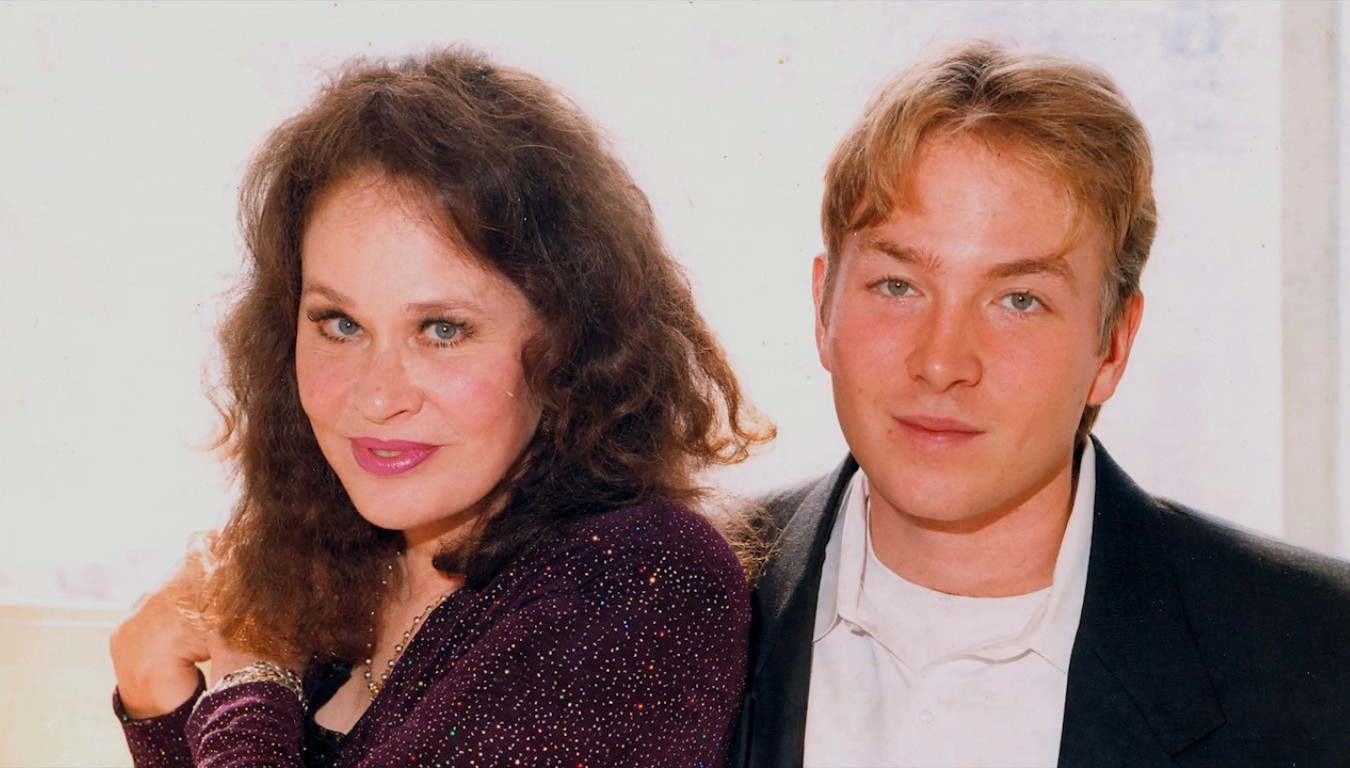
Hunter Carson mit seiner Mutter Karen Black (1999)

Hunter Carson (* 26. Dezember 1975 in Los Angeles) ist ein US-amerikanischer Schauspieler, Regisseur, Produzent und Drehbuchautor.

## Leben
Carson ist der Sohn der Schauspielerin Karen Black und des Drehbuchautors L. M. Kit Carson. Sein Filmdebüt gab er 1984 in dem Film Paris, Texas von Wim Wenders, für den sein Vater gemeinsam mit Sam Shepard das Drehbuch schrieb. 1986 war er für die Rolle des Bud Bundy in der Serie Eine schrecklich nette Familie vorgesehen. Ein bereits gedrehter, aber nicht ausgestrahlter Pilotfilm fand jedoch nicht die Zustimmung, sodass Carson durch David Faustino ersetzt wurde. Ebenfalls 1986 spielte er gemeinsam mit seiner Mutter in Invasion vom Mars. Im Jahre 2004 debütierte Carson mit dem Kurzfilm With it als Regisseur.

## Auszeichnungen
Für seine Rolle in Paris, Texas war Carson im Jahre 1986 für den Young Artist Award in der Kategorie Bester Hauptdarsteller in einem Spielfilm nominiert. 2004 erhielt er für seine Regiearbeit, den Kurzfilm With it eine lobende Erwähnung beim Internationalen Filmfestival Mannheim-Heidelberg.

## Filmografie (Auswahl)
- 1984: Paris, Texas
- 1986: Invasion vom Mars (Invaders from Mars)
- 1987: Große Märchen mit großen Stars (Faerie Tale Theatre, Fernsehserie)
- 1988: Mr. North – Liebling der Götter (Mr. North)
- 2000: Bullfighter – Irgendwo in Mexiko (Bullfighter, auch Drehbuch)
- 2004: With it (Kurzfilm, Regie)
- 2015: Single in South Beach (Co-Regie)